# وكالة استخبارات الدفاع (الولايات المتحدة)
وكالة استخبارات الدفاع (بالإنجليزية: Defense Intelligence Agency)‏ هي جهاز المخابرات العسكري الأمريكي الذي حل محل ال CIC وهو الجهاز الذي يضم أجهزة المخابرات العسكرية الأربعة. والذي تخصص أساسًا في التجسس البشري، ويقوم جهاز المخابرات العسكري الأمريكي بجمع المعلومات من مصادر بشرية و عن طريق أجهزة متطورة في التنصت و إختراق النظم الإلكترونية